# 미요시 요시쓰구

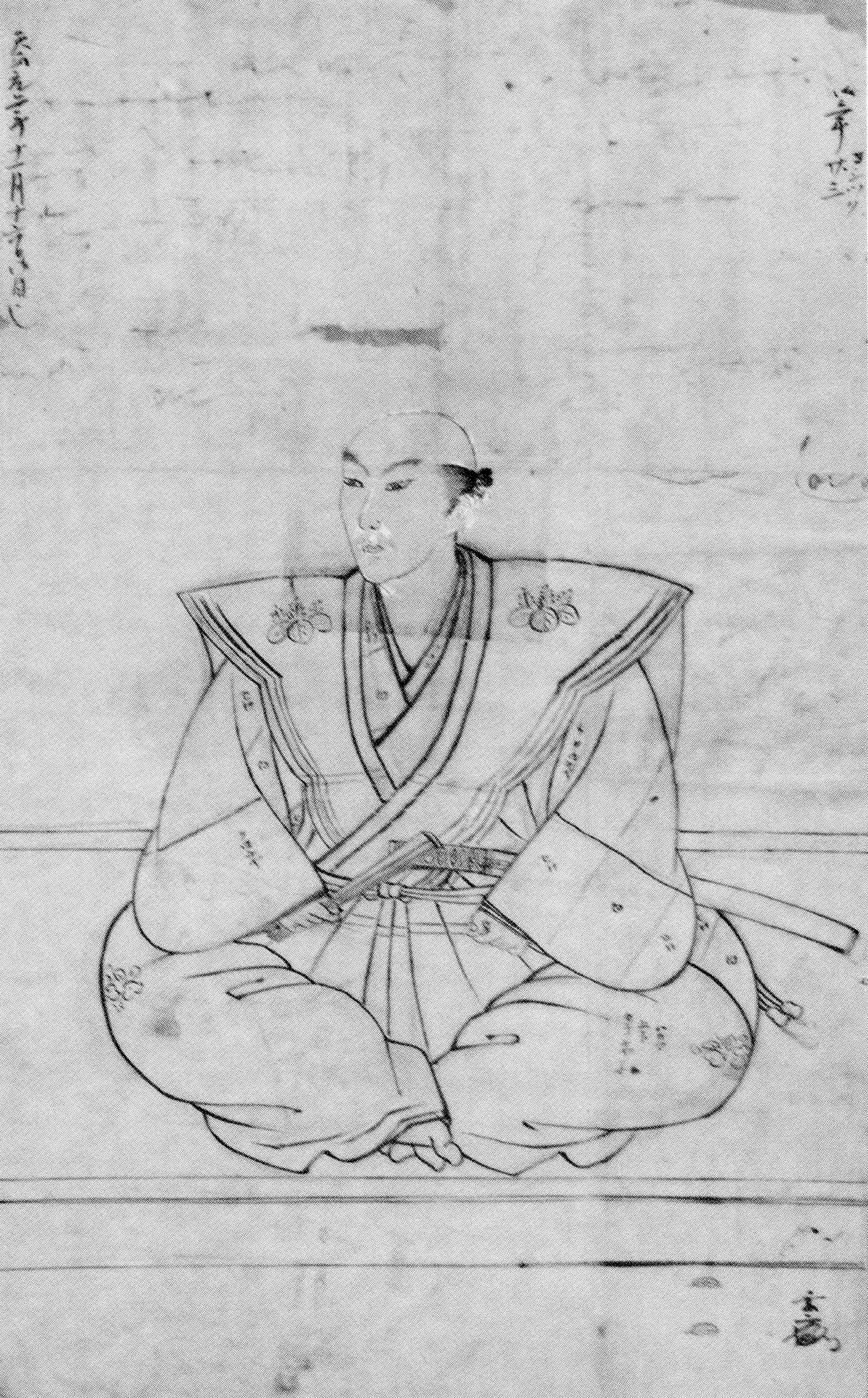

미요시 요시쓰구(일본어: 三好義継)는 가와치를 지배한 전국 시대의 무장이자 다이묘다. 미요시 씨 본가의 사실상 마지막 당주이다.

## 생애

### 가독 상속
덴분 18년 (1549년), 미요시 나가요시의 동생 소고 가즈마사의 아들로 태어났다. 첫 이름은 소고 시게마사(十河重存)였다. 에이로쿠 4년 (1561년) 4월에 아버지가 급사하자 어려서 큰아버지 미요시 나가요시는 5월 1일에 소고 가문의 노신들에게, 7월 20일에는 유모에게 각각 양육할 것을 약속했다. 에이로쿠 6년 (1563년) 8월에 사촌형이자 나가요시의 세자 미요시 요시오키가 요절했기 때문에 나가요시의 양자가 되어 성도 미요시로 바꿨다.
당시 나가요시의 후계자 후보로는 둘째 동생 아타기 후유야스의 아들 노부야스, 큰 동생 미요시 짓큐의 세 아들들이 있었다. 나가요시는 미요시 성을 쓰는 자식이 셋이 있는 짓큐에게서가 아니라, 아들이 1명밖에 없는 가즈마사에게서 양자를 들였기 때문에 소고 가는 짓큐의 차남 소고 마사야스를 입양하지 않을 수 없었다. 이런 부자연스러운 양자 상속 관계를 맺고 시게마사를 후계자로 선정한 이유는 구조 가와의 관계를 생각해볼 수 있다. 구조 가는 아시카가 요시하루, 아시카가 요시테루 2대에 걸쳐 무로마치 막부 쇼군의 정실을 낸 고노에 가와 대립하고 이에 대항하기 위해 구조 다네미치가 가즈마사에게 딸(또는 양녀)을 시집보냈다. 이러한 구조 가와 미요시 가문의 가까운 관계가 시게마사를 후계자로 올린 것으로 생각된다.
에이로쿠 7년 (1564년) 6월 22일, 시게마사는 미요시 나가야스와 마쓰나가 히사미치 등 4,000명을 거느리고 상락해, 이에 다이나곤 히로하시 구니미쓰와 구나이교 기요하라노 에다카타, 산미 다케노우치 스에하루 등과 함께 23일에 요시테루를 알현하고 가독 상속을 허락받았다. 이후 나가요가 중병에 들었기에 교토를 떠나 가와치 이모리야마 성으로 돌아왔다.
7월 나가요시가 사망하자, 시게마사는 후견 역의 미요시 삼인방(미요시 나가야스·미요시 마사야스 (소이)·이와나리 도모미치)의 지지를 받고 가독을 이어 명실공히 미요시의 당주가 된다.

### 미요시 삼인방·마쓰나가 히사히데와의 결탁과 반목
가독을 상속할 때, 중신 마쓰나가 히사히데와 미요시 삼인방이 미요시 가의 기둥을 떠받치고 있었다.  원래의 적자 미요시 요시오키의 요절과 아타기 후유야스의 숙청 등 혼란 속에서 가독 상속을 한 청년 시게마사는 권력 지반이 약했다.
에이로쿠 8년(1565년) 5월 1일에는 요시테루에게 "의"의 글자를 하사받아 요시시게(義重)로 개명하고, 요시테루의 주청으로 사쿄다이부로 임관된다.
그러나 5월 18일 삼인방과 마쓰나가 히사미치(히사히데의 아들)를 따라 교토로 상경, 다음 5월 19일 갑자기 니조 고쇼를 습격해 요시테루를 살해한다. 이후 기독교 선교사를 교토에서 추방했다(에이로쿠의 변). 습격 전날인 18일 요시쓰구는 1만 근처의 병사를 데리고 상경했지만, 교토에 긴박감은 없고 요시테루도 전혀 미요시 군을 경계하지 않았다. 대낮에 군대를 이끌고 온 미요시 군에 대해 전혀 경계하지 않았던 데서부터, 요시테루 살해 사건은 우발적으로 일어난 것이 아니냐는 견해도 있다. 이 사건은 히사히데가 주범인 살인 사건인 것처럼 후세에 전해지고 있으나, 히사히데는 이때 교토에서 요시쓰구와 함께 있지 않고 야마토국에 있었으며, 요시테루 살해에 관여하지 않았다. 군대를 지휘하고 있던 것은 요시쓰구와 미요시 나가야스와 히사미치며, 이 때문에 역사학자 아마노 다다유키는 요시쓰구를 "요시테루 살해 사건의 지휘자의 한 사람"으로 간주하고 있다.
요시테루 살해 사건 직후 이름을 요시시게에서 요시쓰구(義継)로 개명한다. 아마노는 이 개명을 시사적인 개명으로 해석해, '미요시 본가의 당주가 무가의 질서 체계에서 최상위에 군림하는 아시카의 통자 "의" 자를 "이음[継]"을 표명했다"고 설명하고, 요시쓰구는 아시카가 쇼군가가 필요 없는 정치 체제를 목표했다고 추론하고 있다.
하지만 삼인방과 마쓰나가 히사히데는 불화하게 되어, 삼인방은 미요시 가의 우두머리로 요시 쓰구를 옹립하고, 11월 16일에는 삼인방이 이모리야마에 침입해 요시쓰구의 봉행 조세이켄 준세이와 가네야마 나가노부를 죽이고, 요시쓰구는 삼인방에 의해 이모리야마 성에서 가와치 다카야 성으로 몸을 옮겨, 요시쓰구는 삼인방과 함께 히사히데와 싸우게 된다. 전황은 삼인방 측이 시종 유리해, 곧 삼인방은 본국 아와에서 요시테루의 사촌 동생 아시카가 요시히데를 불러오고 삼인방과 시노하라 나가후사 등 미요시 정권 수뇌부는 요시히데를 다음 쇼군으로 높이는 한편 요시쓰구를 소홀히 했다. 따라서 요시쓰구의 측근들 사이에 불만이 모아 요시쓰구의 히칸인 가네야마 노부사다가 요시쓰구에게 삼인방과 나가후사와 단절하고 히사히데와 결탁할 것을 교사했다. 이를 들은 요시쓰구는 에이로쿠 10년(1567년) 2월 16일에 야스나가와 야스미 무네후사와 함께 출전했다고 속여, 소수의 히칸을 데리고 삼인방의 밑에서 벗어나 다카야 성에서 탈출, 사카이에 가서 히사히데와 손을 잡는다.
요시쓰구와의 결탁에 의해 삼인방과 히사히데의 싸움은 약간 히사히데가 유리하게 되었지만, 전황의 교착은 계속되었다. 요시쓰구는 야마토에서 쓰쓰이 준케이와 손잡고 삼인방과 교전, 10월 10일의 도다이사 대불전 싸움에서 마쓰나가 편이 승리하고 히사히데의 세력이 회복하는 계기가 되었다.

### 오다 노부나가와의 싸움
에이로쿠 11년 (1568년)에 오다 노부나가가 아시카가 요시아키(요시테루의 동생)를 옹립하고 상락해 왔을 때, 마쓰나가 히사히데 및 그와 손을 잡은 요시쓰구는 노부나가의 상경에 협력했다. 아마노 다다유키는 노부나가의 상락은 히사히데와 요시쓰구가 불러들인 결과이며, 이후 그들의 말로를 고려하면 이 판단이 잘못이었음은 말할 필요도 없다고 지적한다.
요시쓰구는 히사히데와 함께 항복해 가와치 반국과 와카에성의 영유를 안도받았다(저항한 삼인방은 거성이 함락되고 아와국으로 도망, 요시히데도 상락하지 못한 채 급사). 에이로쿠 12년( 1569년) 1월에 아와에서 기나이에 상륙한 삼인방이 요시아키를 습격하자, 기나이의 노부나가 파와 함께 삼인방을 격퇴했다(혼코쿠사의 변). 3월 노부나가의 중매로 요시아키의 여동생을 취했다.
얼마 지나지 않아 노부나가의 가신으로서 삼인방 등 기나이의 반 노부나가 세력과 싸우고 있었지만(노다 성·후쿠시마 성 전투), 겐키 2년(1571년) 무렵부터 히사히데와 손잡고 노부나가에 반기를 들어, 노부나가 포위망의 일각에 참가했다. 겐키 3년(1572년)에 오다 편의 하타케야마 아키타카와 호소카와 아키모토(모두 노부나가의 매부)과 가와치·셋쓰 방면에서 싸워 승리했다.
그러나 겐키 4년 (덴쇼로 개원, 1573년) 4월, 노부나가 최대의 강적이었던 다케다 신겐이 병사하여 오다 군의 반격이 시작되어, 7월에는 매형인 아시카가 요시아키가 노부나가에 의해 교토에서 추방되어 무로마치 막부는 멸망했다.

### 최후
추방된 요시아키를 와카에에서 비호했기 때문에 노부나가의 분노를 사, 덴쇼 원년 11월 노부나가의 명을 받은 사쿠마 노부모리가 이끄는 오다 군에 와카에 성이 공격받아(요시아키는 직전에 사카이로 탈출), 와카에 삼인방이라 불리는 중신들의 배신으로 와카에성은 낙성되고, 아내와 아이(센치요)와 함께 자해하고 머리는 노부나가에게로 전해졌다(와카에성 전투). 향년 25세. 이에 따라 전국 다이묘로서의 미요시 가의 적통은 단절했다. 《신초코기》에 따르면 처자를 살해한 후 성 밖으로 나와 많은 적을 쓰러뜨린 끝에 배를 열십자로 갈라(할복) 끝났다고 전해진다. 신초코기의 저자 오타 우시카즈는 그 최후를 '비교할 수 없는 활약, 애달픈(감동적인) 일이다'라고 칭찬한다. 삼인방은 노부나가 앞에 져 괴멸 상태가 되었고, 히사히데는 노부나가에게 항복했기 때문에 목숨을 구했지만 나중에 다시 모반을 일으켜 패사했다.